# World Football Challenge 2009
World Football Challenge 2009 — международный футбольный клубный турнир между командами из Европы и Северной Америки, который состоялся летом с 19 по 26 июля 2009 года. Каждая команда сыграла по три игры с другими командами по круговой системе. Каждая игра проходила на нейтральном поле в США. Победителем World Football Challenge 2009 стал лондонский «Челси».

## Команды
Следующие четыре клуба приняли участие в турнире World Football Challenge 2009:
- Челси из Премьер-лиги, Англия
- Америка из Примера Дивизиона, Мексика
- Интернационале из Серии A, Италия
- Милан из Серии A, Италия

## Стадионы
Шесть стадионов в шести городах на которых прошел World Football Challenge.
| Пало-Альто, Калифорния | Пасадина, Калифорния | Атланта, Джорджия   | Балтимор, Мэриленд  | Фоксборо, Мэриленд  | Арлингтон, Массачусетс |
| ---------------------- | -------------------- | ------------------- | ------------------- | ------------------- | ---------------------- |
| Станфорд Стадиум       | Роуз Боул            | Джорджия Дом        | M&T Bank            | Джиллетт Стэдиум    | Ковбойз Стэдиум        |
| Вместимость: 50,000    | Вместимость: 92,542  | Вместимость: 71,228 | Вместимость: 71,008 | Вместимость: 68,756 | Вместимость: 80,000    |
|                        |                      |                     |                     |                     |                        |

## Регламент
Клубы получают по одному очку за каждый забитый гол, очки считаются до 3 мячей. За победу в основное время команда получает три очка. Если после истечения основного времени счет ничейный, то каждая команда получает по одному очку, и команды определяют победителя в результате пробития пенальти, победитель получает дополнительные очки. Команда с наибольшим количеством очков становится победителем World Football Challenge.

## Итоговое положение
| Команда | И | В | ВП | ПП | П | ГЗ | ГП | ±  | Очки |
| ------- | - | - | -- | -- | - | -- | -- | -- | ---- |
| Челси   | 3 | 3 | 0  | 0  | 0 | 6  | 1  | +5 | 15   |
| Америка | 3 | 1 | 1  | 0  | 1 | 3  | 4  | -1 | 8    |
| Интер   | 3 | 1 | 0  | 1  | 1 | 3  | 3  | 0  | 7    |
| Милан   | 3 | 0 | 0  | 0  | 3 | 2  | 6  | −4 | 2    |

### Матчи
| Америка   | 1 – 1 | Интернационале |
| --------- | ----- | -------------- |
| Силва 51′ | Отчёт | Кордоба 61′    |

| Серия пенальти:                              |       |                                                      |
| Читива · Москера · Силва · Маркес · О. Ройяс | 5 — 4 | Балотелли · Милито · Ибрагимович · Виейра · Бурдиссо |

| Челси                           | 2 – 0 | Интернационале |
| ------------------------------- | ----- | -------------- |
| Дрогба 11′ · Лэмпард 50′ (пен.) | Отчёт |                |

| Америка                  | 2 – 1 | Милан       |
| ------------------------ | ----- | ----------- |
| Эскуеда 56′ · Маркес 84′ | Отчёт | Индзаги 66′ |

| Челси                  | 2 – 1 | Милан       |
| ---------------------- | ----- | ----------- |
| Дрогба 7′ · Жирков 69′ | Отчёт | Зеедорф 38′ |

| Интернационале | 2 – 0 | Милан |
| -------------- | ----- | ----- |
| Милито 4′, 75′ | Отчёт |       |

| Челси                     | 2 — 0 | Америка |
| ------------------------- | ----- | ------- |
| Ди Санто 76′ · Малуда 78′ | Отчёт |         |

## Бомбардиры
| Место | Игрок             | Клуб    | Голы |
| ----- | ----------------- | ------- | ---- |
| 1     | Дидье Дрогба      | Челси   | 2    |
| 1     | Диего Милито      | Интер   | 2    |
| 3     | Иван Кордоба      | Интер   | 1    |
| 3     | Энрике Эскуеда    | Америка | 1    |
| 3     | Филиппо Индзаги   | Милан   | 1    |
| 3     | Фрэнк Лэмпард     | Челси   | 1    |
| 3     | Флоран Малуда     | Челси   | 1    |
| 3     | Дэниел Маркес     | Америка | 1    |
| 3     | Франко Ди Санто   | Челси   | 1    |
| 3     | Кларенс Зеедорф   | Милан   | 1    |
| 3     | Хуан Карлос Силва | Америка | 1    |
| 3     | Юрий Жирков       | Челси   | 1    |